# 越轨社会学
偏差社会学（英語：Sociology of deviance）是社會學的分支之一，以人類各种违反社会规范的越軌行為作为主要研究对象，包括违反既定规则的行为（如犯罪），或对社会规范的非正式侵犯（如拒绝接受某地区、民族的风俗）。对社会学、心理学、精神病学、以及犯罪学来说，通过人类的越轨行为也可以研究社会规范是如何形成、改变和实行。

## 偏差行為
偏差行為（deviant behavior）意指違背社會常理、規定、標準或期待的行為。
偏差行為的定義會隨著人類歷史上的文化、環境、價值、制度、政治等因素而有所不同。
換句話說，偏差行為的定義是由社會所建構出來的。

## 偏差行為的正功能與負功能

### 正面
釐清社會規範：權力機構可以對偏差行為者執行法規，藉此釐清社會人民的觸法界線。
強化社會秩序：權力機構為了加強維護社會秩序，會擴大警察或是公權力的使用。
偏差行為認定：社會大眾可以藉由在社會中發生的偏差行為，加強認同偏差行為的定義。
引發社會變遷：若某一個偏差行為因為受到外在環境或是價值觀的變遷，而成為社會當中普遍的行為，就會引發社會變遷。因此偏差行為就會成為一種常態，不再是偏差行為的一種。
如纏足在中國清朝時是一件常態，但經過了多數社會動盪之後，放足取代裸小腳成為社會普世價值。

### 負面
破壞社會安定：視其強度與影響，偏差行爲會使社會人心惶惶且動盪不安。
影響社會秩序：破窗效應，可能會導致社會中的潛在偏差行為理念者發出行動。
衝擊現有的法律規範：明顯的偏差行為是違反國家法律，因而衝擊法律規範。
造成社會解組：若社會中偏差行為無法有效被政府解決，而人民相續引發動亂的話，可能會導致整個社會規範瓦解。
通常此狀況的發生，是人民對政府長久以來所累積的不滿加以爆發的情境。如法國大革命的發生同時，也表現出了人民對政府普遍的不滿情況。

## 社會學功能論學派的偏差行為理論

### 秩序迷亂論
涂爾幹著作。認為人是自私自利的且中心思想的動物，因此必須得依靠社會規範的制約，方可維護集體意識，用以達維護與整合社會穩定的目標。

### 結構緊張論
又稱為違常理論，由莫頓著作。認為社會結構提供人目標，文化提供人類手段，當無法透過正當性的手段達成目標，偏差行為就會發生。

### 社會鍵理論
又稱為社會控制論。由《美麗新世界》的作者赫胥黎所著作的犯罪學理論，認為社會當中有四個社會鑑連帶制約人類的行為。

### 文化衝突論
由米勒（Millr），謝林等人提出。是一個以都市工業化的角度試圖解釋偏差行為發生的原因。認為是因為人口的多樣性導致衝突發生。

## 社會學互動論學派的偏差行為理論（Symbolic Interactionism）

### 差別接觸論（Differential Association Theory）
由蘇壽南在《犯罪學原理》一書當中提出。認為人產生偏差行為取決於個體和誰接觸、互動與學習的可能。強調初級團體的影響，並提出白領犯罪等概念。

### 犯罪次文化理論
由柯恩提出，該理論結合結構緊張論與差別接觸論的論點，認為青少年雖然想追求主流價值，但礙於本身受限的可能，之後再一連續在達成目標的過程受到阻礙，因此逐漸修正自我行為與想法加以回應社會，並且加入次文化團體尋求歸屬與認同感。

### 中性化理論
由施凱和馬特札提出。同樣強調偏差行為的學習概念，但更注重個體對於暫時中性化偏差行為的價值與態度的技術。
該理論可解釋為什麼有些偏差行為者成為大人的時候，會放棄偏差行為的可能。

### 差別機會論
克拉渥與奧林提出。認為偏差行為的發生是因為達成目標的機會被剝奪，而無法以正當手段達成，偏差就會產生。同時也認為接觸的犯罪結構不同，會造成犯罪目的不同。
該理論提出犯罪團體的可能類型，分別是：
犯罪集團：以達成犯罪目標的志同道合者所組織的團體，並且指引加入成員犯罪，而容易形成慣犯。
衝突集團：是以暴力或武力為主要手段以達成犯罪目標的組織，通常集團會試圖形塑英雄，大哥的型態供予不良青少年模仿或學習。
由於容易受到警察注意，因此成員大多是以青少年為主。
逃避集團：是一個以逃避現實為主要目的的集團。通常會經由非法的手段獲得毒品，以吸食毒品的方式為主要逃避現實的方式之一。

### 標籤理論（Labeling Theory）
由列馬特與貝克提出。認為人都會發生偏差行為的可能，即初級偏差。
但是當個體被團體強迫賦予貼上標籤之後，個人會透過自證預言的方式修正自我價值與行為，而產生次級偏差行為。這也是標籤論所研究的對象。
該理論除了加害人以外，同時研究審判者和審判運作過程的理論，屬於社會過程論。

### 例行活動論
認為偏差行為只要在特定的情境下，滿足三樣條件，偏差行為就會容易發生。條件如：具有偏差動機者、合適下手目標、與可壓制偏差者的不在場。

## 社會學衝突論

### 衝突論
以馬克思理論基礎，認為權力階級為了控制社會資源，會透過各種的制度與規範的制定加以宰制受支配者，並制定遊戲規則強化統治權力的合法性。
其中菁英偏差是重要的內容之一，認為上中階層的人會透過資源的利用控制，而使自身脫罪的情況，通常是一種法人犯罪（corporate crime）。

## 生物學觀點

### 體質論
強調人類體內的基因作用，認為偏差行為的原因是取自於偏差者的基因缺陷等等而產生。

## 参看
- 犯罪学
- 禁忌
- 异常行为